# USS Hackleback (SS-295)
USS Hackleback (SS/AGSS-295) là một  tàu ngầm lớp Balao từng phục vụ cùng Hải quân Hoa Kỳ trong Chiến tranh Thế giới thứ hai. Nó là chiếc tàu chiến duy nhất của Hải quân Hoa Kỳ được đặt cái tên này, theo tên loài cá tầm mũi xẻng. Nó đã phục vụ vào giai đoạn cuối Thế Chiến II, và thực hiện được hai chuyến tuần tra trước khi được cho ngừng hoạt động sau khi xung đột chấm dứt vào năm 1946. Đang khi trong thành phần dự bị, nó được xếp lại lớp như một tàu ngầm phụ trợ AGSS-295 vào năm 1962, nhưng không bao giờ hoạt động trở lại, và cuối cùng bị bán để tháo dỡ vào năm 1968.

## Thiết kế và chế tạo
Thiết kế của lớp Balao được cải tiến dựa trên  tàu ngầm lớp Gato dẫn trước, là một kiểu tàu ngầm hạm đội có tốc độ trên mặt nước cao, tầm hoạt động xa và vũ khí mạnh để tháp tùng hạm đội chiến trận. Khác biệt chính so với lớp Gato là ở cấu trúc lườn chịu áp lực bên trong dày hơn, và sử dụng thép có độ đàn hồi cao (HTS: High-Tensile Steel), cho phép lặn sâu hơn đến 400 ft (120 m). Con tàu dài 311 ft 9 in (95,02 m) và có trọng lượng choán nước 1.526 tấn Anh (1.550 t) khi nổi và 2.424 tấn Anh (2.463 t) khi lặn. Chúng trang bị động cơ diesel dẫn động máy phát điện để cung cấp điện năng cho bốn động cơ điện, đạt được công suất 5.400 shp (4.000 kW) khi nổi và 2.740 shp (2.040 kW) khi lặn, cho phép đạt tốc độ tối đa 20,25 hải lý trên giờ (37,50 km/h) và 8,75 hải lý trên giờ (16,21 km/h) tương ứng. Tầm xa hoạt động là 11.000 hải lý (20.000 km) khi đi trên mặt nước ở tốc độ 10 hải lý trên giờ (19 km/h) và có thể hoạt động kéo dài đến 75 ngày.
Tương tự như lớp Gato dẫn trước, lớp Balao được trang bị mười ống phóng ngư lôi 21 in (530 mm), gồm sáu ống trước mũi và bốn ống phía phía đuôi tàu, chúng mang theo tối đa 24 quả ngư lôi. Vũ khí trên boong tàu gồm một hải pháo 4 inch/50 caliber, một khẩu pháo phòng không Bofors 40 mm nòng đơn và một khẩu đội Oerlikon 20 mm nòng đôi, kèm theo hai súng máy .50 caliber. Trên tháp chỉ huy, ngoài hai kính tiềm vọng, nó còn trang bị ăn-ten radar SD phòng không và SJ dò tìm mặt biển. Tiện nghi cho thủy thủ đoàn bao gồm điều hòa không khí, thực phẩm trữ lạnh, máy lọc nước, máy giặt và giường ngủ cho hầu hết mọi người, giúp họ chịu đựng cái nóng nhiệt đới tại Thái Bình Dương cùng những chuyến tuần tra kéo dài đến hai tháng rưỡi.
Hackleback được đặt lườn tại xưởng tàu của hãng Cramp Shipbuilding Co. ở Philadelphia, Pennsylvania vào ngày 15 tháng 8, 1942. Nó được hạ thủy vào ngày 30 tháng 5, 1943, được đỡ đầu bởi bà W. L. Wright, và được cho nhập biên chế cùng Hải quân Hoa Kỳ vào ngày 7 tháng 11, 1944 dưới quyền chỉ huy của Hạm trưởng, Thiếu tá Hải quân Frederick Emery Janney.

## Lịch sử hoạt động

### 1944
Sau khi hoàn tất việc chạy thử máy huấn luyện tại các vùng biển ngoài khơi New London, Connecticut và Newport, Rhode Island, Hackleback đi đến Trường Sonar Hạm đội tại Key West, Florida vào ngày 24 tháng 12, 1944 để phục vụ cho việc huấn luyện trong hai tuần lễ. Nó tiếp tục được huấn luyện tại Balboa thuộc vùng kênh đào Panama, rồi chuẩn bị để được điều động sang khu vực Mặt trận Thái Bình Dương. Nó khởi hành vào ngày 25 tháng 1, 1945 để đi sang Trân Châu Cảng, nơi nó tiếp tục được huấn luyện tại khu vực quần đảo Hawaii.

### 1945

#### Chuyến tuần tra thứ nhất
Khởi hành từ Trân Châu Cảng vào ngày 6 tháng 3 cho chuyến tuần tra đầu tiên, Hackleback hướng sang vùng biển ngoài khơi chính quốc Nhật Bản. Nó đang canh chừng eo biển Bungo trong đêm 6 tháng 4 khi nó phát hiện qua radar phần còn lại của hạm đội Nhật Bản đang di chuyển nhanh ở khoảng cách 25.000 thước Anh (23.000 m) để thực hiện Chiến dịch Ten-Go. Chiếc tàu ngầm đã liên tục thông báo về căn cứ Trân Châu Cảng thông tin về tọa độ của lực lượng đối phương, vốn bao gồm thiết giáp hạm Yamato và tàu tuần dương hạng nhẹ Yahagi được tám tàu khu trục bảo vệ. Hackleback cũng đã ba lần tiếp cận Yamato ở khoảng cách 13.000 yd (12.000 m) nhưng bị các tàu khu trục đối phương ngăn cản nên không thể đi đến vị trí thích hợp để tấn công. Yamato, Yahagi và hai trong số các tàu khu trục đã bị máy bay từ tàu sân bay thuộc Lực lượng Đặc nhiệm 58 dưới quyền Đô đốc Marc Mitscher đánh chìm vào sáng ngày hôm sau.
Trong thời gian còn lại của chuyến tuần tra, Hackleback đã hai lần đụng độ với các tàu nhỏ đối phương bằng hải pháo, nhưng đã không truy đuổi khi đối phương tìm các lôi kéo chiếc tàu ngầm vào vùng nước nông gần bờ. Nó quay trở về Midway vào ngày 26 tháng 4 để tái trang bị, chuẩn bị cho chuyến tuần tra tiếp theo.

#### Chuyến tuần tra thứ hai
Trong chuyến tuần tra thứ hai từ ngày 21 tháng 5 đến ngày 12 tháng 7, Hackleback chủ yếu làm nhiệm vụ tìm kiếm và giải cứu ngoài khơi quần đảo Sakishima hỗ trợ cho các chiến dịch không kích của lực lượng đặc nhiệm tàu sân bay xuống chính quốc Nhật Bản. Vào ngày 22 tháng 6, nó đã cứu vớt một phi công bị bắn rơi, Thiếu tá Hải quân C. P. Smith. Con tàu cũng tham gia các nhiệm vụ bắn phá bờ biển, và sau một đợt không kích xuống Shokoto vào ngày 7 tháng 7, nó đã áp sát hòn đảo và bắn 73 phát đạn pháo 5-inch. Nó kết thúc chuyến tuần tra khi quay trở về Guam.
Hackleback vừa mới lên đường vào ngày 14 tháng 8 cho chuyến tuần tra thứ ba khi Nhật Bản chấp nhận đầu hàng vào ngày 15 tháng 8, giúp chấm dứt vĩnh viễn cuộc xung đột. Nó chuyển hướng vào ngày 16 tháng 8 để quay trở lại Midway, rồi lên đường hai tuần sau đó để quay trở về Hoa Kỳ, về đến San Francisco, California vào ngày 11 tháng 9.

### 1946 - 1967
Hackleback được cho xuất biên chế vào ngày 20 tháng 3, 1946, và được đưa về Hạm đội Dự bị Thái Bình Dương, neo đậu tại Xưởng hải quân Mare Island. Đang khi trong thành phần dự bị, con tàu được xếp lại lớp như một "tàu ngầm phụ trợ" và mang ký hiệu lườn mới AGSS-295 vào ngày 6 tháng 11, 1962. Tên nó được cho rút khỏi danh sách Đăng bạ Hải quân vào ngày 1 tháng 3, 1967, và con tàu bị bán cho hãng Zidell Explorations Corporation tại Portland, Oregon để tháo dỡ vào ngày 4 tháng 12, 1968.

## Phần thưởng
Nguồn: Navsource Naval History
|  |  |  |

| Dãi băng Hoạt động Tác chiến | Huân chương Chiến dịch Hoa Kỳ | Huân chương Chiến thắng Thế Chiến II |